# Classic Sud Ardèche 2015
La Classic Sud Ardèche 2015, ufficialmente Classic Sud Ardèche - Souvenir Francis Delpech, quindicesima edizione della corsa e valida come evento dell'UCI Europe Tour 2015 categoria 1.1, si svolse il 28 febbraio 2015 su un percorso di 198 km.
È stata vinta dall'argentino Eduardo Sepúlveda, con il tempo di 5h09'47", alla velocità media di 38,35 km/h, secondo il francese Julien Loubet e a chiudere il podio l'italiano Fabio Felline.
Partenza con 153 ciclisti, dei quali 97 completarono la gara.

## Squadre e corridori partecipanti
| N.    | Cod. | Squadra                      |
| ----- | ---- | ---------------------------- |
| 1-8   | BSE  | Bretagne-Séché               |
| 11-18 | BMC  | BMC Racing Team              |
| 21-28 | EQS  | Etixx-Quick Step             |
| 31-38 | FDJ  | FDJ                          |
| 41-48 | TLJ  | Team Lotto NL-Jumbo          |
| 51-58 | TFR  | Trek Factory Racing          |
| 61-68 | OGE  | Orica-GreenEDGE              |
| 71-78 | ALM  | AG2R La Mondiale             |
| 81-88 | AND  | Androni Giocattoli-Venezuela |
| 91-98 | CJR  | Caja Rural-Seguros RGA       |

| N.      | Cod. | Squadra                      |
| ------- | ---- | ---------------------------- |
| 101-108 | COF  | Cofidis, Solutions Crédits   |
| 111-118 | COL  | Colombia                     |
| 121-128 | TSV  | Topsport Vlaanderen-Baloise  |
| 131-138 | EUC  | Team Europcar                |
| 141-148 | WGG  | Wanty-Groupe Gobert          |
| 151-158 | UHC  | UnitedHealthcare Pro Cycling |
| 161-168 | ADT  | Armée de Terre               |
| 171-178 | AUB  | Auber 93                     |
| 181-188 | M13  | Team Marseille 13-KTM        |
| 191-198 | WBC  | Wallonie-Bruxelles           |

## Ordine d'arrivo (Top 10)
| Pos. | Corridore           | Squadra      | Tempo    |
| ---- | ------------------- | ------------ | -------- |
| 1    | Eduardo Sepúlveda   | Bretagne     | 5h09'47" |
| 2    | Julien Loubet       | Marseille 13 | a 3"     |
| 3    | Fabio Felline       | Trek         | a 10"    |
| 4    | Kévin Réza          | FDJ          | s.t.     |
| 5    | Ignatas Konovalovas | Marseille 13 | s.t.     |
| 6    | Daryl Impey         | Orica        | s.t.     |
| 7    | Pieter Serry        | Etixx        | s.t.     |
| 8    | Romain Combaud      | Armée de Te. | s.t.     |
| 9    | Damiano Caruso      | BMC Racing   | s.t.     |
| 10   | Arnaud Gérard       | Bretagne     | s.t.     |